# Chrysotus subapicalis
Chrysotus subapicalis är en tvåvingeart som beskrevs av Becker 1922. Chrysotus subapicalis ingår i släktet Chrysotus och familjen styltflugor.
Artens utbredningsområde är Bolivia. Inga underarter finns listade i Catalogue of Life.